# Kolozsvári Rádió
Koordináták: é. sz. 46° 46′ 07″, k. h. 23° 32′ 53″46.768611°N 23.548056°E
A Kolozsvári Rádió (románul: Radio România Cluj) a romániai állami Román Rádiótársasághoz (SRR) tartozó regionális közszolgálati rádióadó, amely románul és magyarul sugározza műsorát.
Vételkörzete Közép-Erdély és Partium területe (Beszterce-Naszód, Bihar, Fehér, Kolozs, Máramaros, Szatmár, Szeben és Szilágy megyék), ahol kb. a Romániában élő magyar 34 százalékához jut el. Rendszeres hallgatóinak száma százezres nagyságrendű.
Főszerkesztője Bogdan Roșca-Zasmencu főszerkesztő-helyettese Rostás-Péter István.

## Története
Az adótornyot egyes források szerint 1931-ben építették.
Az adó építését több – magyar és román nyelvű – forrás 1931-re teszi. Az évszám alighanem egy költemény alapján került a köztudatba. Ez a Rádióba mondom. A verset olvasva a következőket lehet mondani.
- Reményik Sándor valóban kolozsvári,
- valóban járt rádióstúdióban,
- valóban hallott rádióadást,
- valóban készült róla hangfelvétel
- a vers dátuma 1931. december 5.[4]

A vers írásának helyszínét azonban nem ismerjük. Ezért egyáltalán nem biztos, hogy azt valamely kolozsvári élménye lapján írta. Egy újságcikk szerint 1938-ban még nem volt Kolozsvárott rádióadó. A rádiózás rajongói a Botfaluban működő berendezést kívánták Kolozsvárra áttelepíteni. A Felsőzsukon létesült adóberendezés építésének időpontja ismeretlen. A Feleki-tetőn jelenleg csak FM és televíziós adók működnek. 1939-től a Postul Dacia magyar nyelvű híreket sugárzott rövidhullámon.
A Magyar Posta egy 1,25 kW-os adót telepített 1940 szeptemberében Kolozsvárott. Ez az adó (Telefunken) eredetileg Kassán működött. Az új helyén a már meglevő antennáról sugározta Budapest I. műsorát a 267,4 m méteres hullámhosszon (1122 kHz). Kábeles összeköttetés nem létezett még, ezért rádióvevővel fogták a budapesti műsort, és csak a város központjából volt kábeles összeköttetése az adótoronyig. Ezt az adót korszerűsítették, és az elavult berendezést 1942-ben átszállították Lakihegyre.
Észak-Erdély visszacsatolása előtt (1939-ben) még nem működött a kolozsvári adó. Ezért 1940 és 1942 között a Kassáról átszállított kisadó működött. 1942-ben ezt egy korszerűbb berendezés váltotta fel. A kolozsvári stúdiót 1942 február 27-én avatták fel, és a háború befejezéséig működött a Tordai-úton. Magyar nyelvű adás ezután csak a bukaresti stúdióból volt hallható 1945 május 1-jétől. 1950-ben fiókszerkesztőséget hoztak létre Kolozsvárott; ez alakult át önálló stúdióvá 1954-ben.
A Kolozsvári Rádió az önálló stúdióból 1954. március 15-én 16 órától sugározta első műsorát, egy-egy órát román és magyar nyelven. Ekkor még nem létezett külön magyar szerkesztőség, mégis sok jelentős magyar kulturális produkció született itt. Később fokozatosan csökkentették a magyar adás időtartamát. 1985. január 12-én az egész stúdiót központi utasításra felszámolták, az értékes hangszalagokat őrző Aranyszalagtárt Jilavára, Románia leghírhedtebb börtönébe szállították át. A romániai forradalom után, 1989 decemberétől ismét működik a rádió a nap 24 órájában. A Kolozsvári rádiónak számos jeles magyar riportere, műsorszerkesztője volt, köztük Keszy-Harmath Vera, Balló Áron, Fekete Károly, Csép Sándor, Muzsnay Magda.

### Frekvenciák a kezdetek idején
Románia 1933-ban a luzerni rádiókonferencián engedélyt kapott az 1122 kHz (267,4 m) frekvencia használatára Cernăuți székhellyel (Csernyivci, Bukovina). Észak-Erdély visszacsatolása után ezt a frekvenciát használta a Magyar Posta a kolozsvári rádióadó számára 1940 szeptemberétől 1944-ig, amikor az adót a front közeledése miatt le kellett szerelni.
A Montreeux-i rádiókonferencia (1939) engedélyezett első ízben frekvenciát Kolozsvár számára: 1411 kHz (212,6 m).
A koppenhágai rádiókonferencia (1948) engedélyezte az 1151 kHz-et (261 m).
Az 1976-os genfi rádiókonferencia engedélyezte Kolozsvár számára a 908 kHz-et (330,4 m), majd az 1978-as genfi konferencia után engedélyezték a jelenleg is használt 909 kHz-et (330 m).

## Kronológia
1939: Megindul a bukaresti rádió magyar nyelvű adása a bukaresti és a brassói adóról.
1940 szeptemberében a Magyar Posta szakemberei meglepetéssel tapasztalták, hogy áll egy 70 méter magas torony a Tordai úton, de sem a tornyot, sem a tartókábeleket nem szigetelték el a földtől. Állt mellette egy adóépület is, amelynek berendezése egy rádió iránymérőhöz hasonlított. Keresniük kellett egy vállalkozót, aki megemeli az adótornyot, elhelyezi alá a szigetelő gömböt, valamint a tartókábelekbe is betoldja a szigetelő csigákat. Ilyen módon felújították a tornyot, és üzembe helyzeték a Kassáról átszállított adóberendezést. Ennek adóteljesítménye 1,2 kW volt; ezt egy nagyobb adó váltotta fel 1942-ben. Ekkor létesült először önálló bemondó stúdió Kolozsvárott a Farkas utcában. Ez az adó látta el Kolozsvár környékét műsorral (Budapest I. műsorát sugározta) egészen 1944 nyaráig. A helyzetnek megfelelően innen lehetett légiriadót is elrendelni.
Ekkoriban figyeltek fel arra, hogy a Tordai-úton elhelyezett rádióadó Kolozsvártól északra, a dombos területeken rosszul fogható. Nyilván ennek következtében települt a jelenlegi adóberendezés Felsőzsuk határába.
1943-ban tervbe vették egy 15 kW-os adó építését (Csíkszereda számára is egy másikat), ezek egyike sem valósult meg a front közelsége miatt.
1945-ben alakult meg Bukarestben a magyar szerkesztőség. Május másodikán (április 20-án) kezdődött meg a magyar nyelvű adás.
1946 tavasza óta Kolozsvárt külön erdélyi szerkesztőségük is működik. 
1954. március 15. – Itt Kolozsvár! Aici Cluj! – először szólalt meg az éterben, a 261 és a 330 méteres  (közép)hullámon a Kolozsvári Rádió, a Román Rádiótársaság részeként. Az első stúdió a Rákóczi (ma Grigorescu) út 60 szám alatt kapott helyet. Adásideje: 1 óra magyarul és 1 óra románul. 1954 nyarától további fél órával bővült mindkét nyelvű adás. Ezt követően jött létre a többi területi stúdió: Craiova, Temesvár, Jászvásár, Marosvásárhely.
1966-tól: stúdióépítés a Donát úton. Az 1967. december 29-i átadást követően, 1968. január 20. óta a Donát út 160. alól sugároz a Kolozsvári Rádió.
1967 áprilisától az adásidő 4 órára növekedik: 2 óra 15 perc románul, 1 óra 45 perc magyarul.
1968. június 7. – Acusticon Stúdió – a közönség részvételével tartott első rádióadás Kolozsváron.
1972 júliusától az adásidő összesen 6 óra: 3 óra 30 perc románul, 2 óra 30 perc magyarul.
1978 októberében az első duplex adás: a Kolozsvári Rádió adásának összekapcsolása a bukaresti és a jászvásári stúdiókkal.
1980 januárjától az adásidő 7 és fél óra: 4 óra 30 perc románul, 3 óra magyarul.
1985. január 12. – a Kolozsvári Rádió elhallgattatása. A Román Rádiótársaság minden területi stúdiójának adását beszüntették egyetlen rendelettel. A közszolgálati rádió Bukarestből sugárzott műsora az év végén reggel 6-tól este 23.30-ig tartott, nemzetközi csatornája 13 nyelven sugározott. A műsorok egyre inkább a Román Kommunista Pártról és vezetőjéről szóltak.
1989. december 22. – a forradalmi hangulat a Román Rádiótársaságra is kihat: minden csatornája, az előzetesen meghirdetett műsortól eltérően, hazafias dalokat sugároz és beolvassák a szükségállapotot kihirdető elnöki rendeletet. Később bejelentik a diktátor menekülését, a nap további műsorai az események függvényében alakulnak. Ugyanaznap újraindul a Kolozsvári Rádió sugárzása. A műsoridő naponta 4 óra magyar nyelvű műsort tartalmaz.
1998. – a digitális hangfeldolgozás bevezetése: a hangfájlok lassan felváltják a szalagokat, a számítógépek a szalagvágókat.
2000. április 21. – a Nagyszebeni Rádió műsorának indulása (Radio Antena Sibiului).
2000. augusztus 3. – az ultrarövid hullámú sugárzás megkezdése Kolozsváron, a 95,6 MHz frekvencián.
2001. szeptember 20-án sugárzott a Kolozsvári Rádió először FM-en, 15 órától magyarul (a Slágeróra műsorát).
2004 márciusa: a Kolozsvári Rádió első internetes honlapjának (www.radiocluj.ro) és egyben az internetes sugárzásnak a hivatalos elindítása.
2004. március 11. – a Kolozsvári Rádió 50 éves születésnapjára kiadott multimédiás CD bemutatása. Tartalma: aranyszalagtári felvételek, a szerkesztőség bemutatkozása.
2004-ben 24 órásra bővült az adásidő, ekkor indult el az éjszakai magyar adás (hajnali 2 és 4 óra között).
2004 novembere: a Máramarosszigeti Stúdió elindulása az 1404 kHz frekvencián: naponta reggel 7-8, valamint délután 17-18 óra között, román, magyar és ukrán nyelvű műsorral.
2005. – Átállás a kizárólagos digitális hangfeldolgozásra. A régi szalagok megmaradnak az archívumban, a szalagtárban.
2010. augusztus 4. óta a Kolozsvári Rádió a Facebook közösségi oldalon is jelen van. Saját profilja van már a Zenetér és a Hangoló (2012. szept. 4.) műsornak is.
2011-ben a nagyszebeni URH frekvencián (95,4 MHz) is elindul az adás.
2011. június 30-án indult útjára a www.kolozsvariradio.ro új honlap, bővült az internetes vétel lehetősége. Ugyanekkor vált lehetővé a hozzászólás a webes felületen, illetve ekkor csatlakoztak a rádió honlapjához az első blogok (Rádióbuhera, 2007. 01. 25., Tótágas 2011. 08. 12.)
2012 szeptemberétől a 87,9 MHz frekvencián (Avasfelsőfalu) Szatmárnémetiben és környékén is fogható ultrarövid hullámon a Kolozsvári Rádió. A frekvenciát 2013 novemberében lecserélték a 93,3 MHz-re, amelyen jobban fogható Nagykárolyban és környékén.

## Frekvenciák
| Sáv                                  | Frekvencia (Adó helye, teljesítménye) | Internetes vétel                          | Magyar adás |
| ------------------------------------ | --- | ----------------------------------------- | --- |
| Ultrarövidhullám                     | 98,8 MHz (Kolozsvár, 0,5 kW, csak magyarul) 97,3 MHz (Bánffyhunyad, 0,1 kW, csak magyarul) Részben magyar nyelven sugárzó frekvenciák: - 87,9 MHz (Szatmárnémeti) - 95,4 MHz (Nagyszeben, 10 kW) | Online adás (32 és 64 kbit/s AAC+ stream) | - Hétköznap 2–4, 8–10 és 15–18 óra (EET) között - Szombaton 8–10 és 15–18 óra (EET) között - Vasárnap 14–18 óra (EET) között |
| Középhullám (részben magyar nyelven) | - 909 kHz (Zsuk, 200 kW) - 1404 kHz (Máramarossziget, 50 kW) - 1593 kHz (Nagyszeben 9 kW, Nagyvárad 9 kW)                                                                                        | Online adás (32 és 64 kbit/s AAC+ stream) | - Hétköznap 2–4, 8–10 és 15–18 óra (EET) között - Szombaton 8–10 és 15–18 óra (EET) között - Vasárnap 14–18 óra (EET) között |

## Jeles munkatársak
A Kolozsvári Rádióban több neves személy dolgozott az évek során. Az alábbi listát a teljesség igénye nélkül állítottuk össze:
- Balla Zsófia (1972-85)
- Demény Piroska (1971-91)
- Kalinovszky Dezső 1968
- Kelemen Hunor politikus. A kilencvenes években híradósként tevékenykedett a Kolozsvári Rádió magyar adásában.
- László Ferenc 1954-től
- Muzsnay Magda 1954-1985
- Németh Júlia a Kolozsvári Rádió szerkesztője. (1975-85)
- Tóthfalussy Béla újságíró, műfordító, politikus.
- Zágoni Olga (1972-80)
- Xántus János földrajztudós. A kolozsvári rádióstúdió magyar nyelvű tudományos adásait szerkesztette és vezette, illetve forgatókönyveket írt a Román Televízió magyar adásainak dokumentumfilmjeihez.